# Alcis quadrifera
Alcis quadrifera là một loài bướm đêm trong họ Geometridae.